# Wintersingen
Wintersingen is een gemeente en plaats in het Zwitserse kanton Basel-Landschaft, en maakt deel uit van het district Sissach. Wintersingen telt 618 inwoners.

## Geboren
- Helene Stähelin (1891-1970), onderwijzeres en pacifiste